# Alberto Angulo
Francisco Alberto Angulo Espinosa (Zaragoza, 19 de junio de 1970) es un entrenador y exjugador de baloncesto español. Con una estatura de 1,96 metros, ocupaba la posición de escolta. Actualmente entrena al filial del Real Madrid.
Es hermano del también exbaloncestista Lucio Angulo.

## Historia
Se formó en las categorías inferiores del CAI Zaragoza, debutando en liga ACB el 30 de septiembre de 1989. Continuó en este equipo hasta su disolución en 1996, con las excepciones de la temporada 90/91, que juega en el CajaBadajoz de 1.ª Nacional y la 91/92 que juega en el Baloncesto León.
En la temporada 96/97 fichó por el Real Madrid, donde permaneció hasta la temporada 2001/2002, fichando entonces por el Lleida Bàsquet. Permaneció en Lérida hasta la temporada 2004/2005, cuando recaló en el refundado CAI Zaragoza, entonces en la liga LEB, equipo en el que militó hasta su retirada como jugador.
En la temporada 2008-09 se convirtió en coordinador técnico del CAI Zaragoza y entrenador de su filial El Olivar, de liga EBA. El 24 de enero de 2009 sustituyó a Curro Segura como entrenador del primer equipo, en la liga ACB. Su equipo descendió esa temporada a la LEB Oro.
En la actualidad trabaja como responsable de la cantera del Real Madrid.